# Mala Rublivka, Kotelva
Mala Rublivka (în ucraineană Мала Рублівка) este localitatea de reședință a comunei Mala Rublivka din raionul Kotelva, regiunea Poltava, Ucraina.

## Demografie
Componența lingvistică a localității Mala Rublivka
     Ucraineană (97,64%)
     Rusă (2,36%)
Conform recensământului din 2001, majoritatea populației localității Mala Rublivka era vorbitoare de ucraineană (97,64%), existând în minoritate și vorbitori de rusă (2,36%).